# Otiophora calycophylla
Otiophora calycophylla är en måreväxtart som först beskrevs av Otto Wilhelm Sonder, och fick sitt nu gällande namn av Rudolf Schlechter och Karl Moritz Schumann. Otiophora calycophylla ingår i släktet Otiophora och familjen måreväxter.

## Underarter
Arten delas in i följande underarter:
- O. c. calycophylla
- O. c. verdcourtii